# A-3100
La A-3100 es una carretera autonómica andaluza en la provincia de Córdoba que une Villanueva de Córdoba con el Puerto del Caballón y con la localidad de Obejo. Tiene una longitud de 22,87 kilómetros. Es importante para ambas localidades debido a que por ella se accede a numerosas explotaciones agrícolas. En invierno durante la campaña de la aceituna su tráfico aumenta considerablemente, circulando por la vía numerosos tractores y camiones cargados de aceitunas lo que la hace muy peligrosa debido a su estrechez.